# أبوسوم فأر مشعر صغير
أبوسوم فأر مشعر صغير (الاسم العلمي:Marmosa phaea)، هو نوع من الأبوسوم يتواجد في المنحدرات الغربية لجبال الأنديز في كولومبيا والإكوادور وبيرو، حيث يعيش على ارتفاعات من مستوى سطح البحر إلى 1500 متر.